# ديثيولان
ديثيولان هو مركب عضوي حلقي غير متجانس مشبع له الصيغة الكيميائية C3H6S2.
يتألف المركب بنيوياً من حلقة خماسية حاوية على ذرتي كبريت؛ مما يسمح بالتالي في وجود متصاوغين للمركب، وهما 2,1-ديثيولان و 3,1-ديثيولان. يطلق على مشتقات المركب اسم ديثيولانات.

## 2,1-ديثيولان
من مشتقات 2,1-ديثيولان مركب حمض الليبويك، والذي يستخدم كمكمّل غذائي في بعض الأحيان، بالإضافة إلى استخدامه في الصناعات الدوائية.

## 3,1-ديثيولان
تتشكل مشتقات 3,1-ديثيولان في مجال الاصطناع العضوي كمجموعة حماية لمجموعة الكربونيل الوظيفية، وذلك بسبب كونها خاملة في أغلب الشروط المرافقة للتفاعلات الكيميائية.
على سبيل المثال، يؤدي التفاعل بين مجموعة الكربونيل مع مركب 2،1-إيثانديثيول إلى الحصول على مشتق 1-ديثيولان.

## اقرا أيضاً
- ثييران
- ثييتان
- ثييت
- ثيوفين
- ديثيان
- ديثيازول
- رباعي هيدرو الثيوفين